# Deesa Airport
Deesa Airport är en flygplats i Indien.   Den ligger i distriktet Banās Kāntha och delstaten Gujarat, i den västra delen av landet, 700 km sydväst om huvudstaden New Delhi. Deesa Airport ligger 145 meter över havet.
Terrängen runt Deesa Airport är platt, och sluttar västerut. Runt Deesa Airport är det tätbefolkat, med 356 invånare per kvadratkilometer. Närmaste större samhälle är Dīsa, 2,8 km sydväst om Deesa Airport. Trakten runt Deesa Airport består till största delen av jordbruksmark.